# バトルドーム
バトルドーム（英語: Battle Dome）は、米Anjar社が版権を持つ玩具である。
日本ではツクダオリジナル、またその事業を引き継いだパルボックス、メガハウスより発売されていた。

## 概要
4人で遊ぶピンボールゲーム。
- 上部に玉を入れるスペースがあり、ぜんまい仕掛けによって定期的にボールが落とされる[1]。原則として電源や電池は必要としない[1]。
- 自分のゴールに玉が入らないようにフリッパーで打ち返していく[1]。玉がすべてゴールに入った時点でゲーム終了になる[1]。
  - 「アクションバトルドーム」では、ストッカーと呼ばれる機構にボールが溜まったままになる場合があるが、そのボールは集計対象外とする。
- 黄のボールは1点、黒（本体色がブルーのものは青）のボールは5点として数え、もっとも点数が少ないプレイヤーが勝利となる。
  - 「アクションバトルドーム」では、黄のボールが1点、赤のボールが3点となる。

## テレビコマーシャル
テレビCMには4人の子供がバトルドームで遊ぶ様子が映され、テンションの高いナレーションで商品の概要が説明された。
CMのラスト約2秒で、後述する『ドラえもんバトルドーム』や、スーパーファミコン版などの宣伝がされることがあった。
ナレーションはあたか誠が担当。

## 製品
- アメリカンバトルドーム
  - ツクダオリジナルから1994年10月に販売された。
  - 本体色は黒、ボールの色は黄と黒。スピナー（ドームに取りつけるS字型の機構）の色は黄緑。
- アメリカンバトルドーム（アーケードゲーム）
  - サンワイズから1995年11月に発売された。1-4人用。
- アメリカンバトルドーム（コンピュータゲーム）
  - ツクダオリジナルから1995年12月8日に発売された。
  - プラットフォームはスーパーファミコン。1-4人用。
- スーパーアメリカンバトルドーム
  - ツクダオリジナルから1996年10月15日に発売。[2]
  - フリッパーが電動式となっている。アメリカンバトルドームのものとは互換性があり、混在も可能。
  - 本体色は黒、ボールの色は黄と黒。スピナーの色はピンク。また細部の彩色も「アメリカンバトルドーム」と異なる。
- NEWアメリカンバトルドーム
  - ツクダオリジナルから1998年7月25日に販売された。その後事業を受け継いだパルボックスとメガハウスでも引き続き販売されていた。
  - 本体色は青、ボールの色は黄と青。スピナーの色は黄。シールデザインが「アメリカンバトルドーム」から変更になっている。
- アメリカンバトルドーム ブラックバージョン
  - ツクダオリジナルから1998年に発売された。
  - 上記のNEWアメリカンバトルドームの色違い。
- ドラえもんバトルドーム
  - ツクダオリジナルから1998年11月までには発売されていた。[3]
  - 他のバトルドームシリーズと違い、電動式（単2乾電池2本使用）である。
- アメリカンバトルドームJr.
  - ツクダオリジナルから2002年に発売された。
  - アメリカンバトルドームのコンパクトサイズ版。
- アメリカンバトルドーム（トイザらス限定ブラック）
  - メガハウスが製造し、トイザらスから2006年に発売された。
  - 上記のNEWアメリカンバトルドームの色違い。ボールが蓄光式である。
- アクションバトルドーム
  - メガハウスから2010年7月29日に発売された。2016年までに生産を終了しており、以降は市中在庫分のみ流通していた[1]。
  - 本体色は赤、ボールの色は黄と赤。スピナーの色は水色。
  - アメリカンバトルドームとはボール排出の機構が異なり、ぜんまい式でない。
- 復刻版 アメリカンバトルドーム
  - メガハウスから2024年12月に発売。2ツクダオリジナル版の復刻。プレミアムバンダイ限定での受注販売が行われた。
  - 日本発売30周年記念で、日本で発売された最初のバトルドームを再現したものとなっている。

日本国外では、
- Battle Dome
- Marble Dome（Golden社）
- Flipper Fun（Parker Brothers社）
- Quattro-Flipper（Parker Brothers社）

などの名前で同様の商品がAnjarからライセンス供与され、販売されている。